# Ladislav Krejčí (1999)
Ladislav Krejčí (* 20. dubna 1999 Rosice) je český profesionální fotbalista, který hraje na pozici defenzivního záložníka či středního obránce za španělský klub Girona FC a za český národní tým.

## Klubová kariéra

### FC Zbrojovka Brno
Krejčí je odchovancem brněnské Zbrojovky, do jejíž akademie přišel v roce 2008 ze Slovanu Rosice.
Ligový debut si odbyl 2. října 2016, kdy odehrál celé utkání proti pražské Spartě.
První ligový gól vstřelil 13. května 2018 v Teplicích. V barvách brněnské Zbrojovky nasbíral 24 startů v české nejvyšší soutěži a vstřelil jeden gól. Brno na konci ročníku 2017/18 sestoupilo z nejvyšší soutěže.
Po sestupu Zbrojovky se Krejčí stal stabilním členem základní sestavy, v sezoně 2018/19 sehrál 23 zápasů ve druhé lize, dal tři branky a pomohl Zbrojovce k postupu do baráže o postup zpátky mezi fotbalovou elitu.

### AC Sparta Praha

#### Sezóna 2019/2020
V červnu 2019 podepsal smlouvu na 4 roky se Spartou. Dvacetiletý hráč podepsal se Spartou smlouvu na čtyři roky. Ligový debut v dresu Sparty si odbyl 20. července 2019 v domácím utkání s Jabloncem. V srpnu odehrál také oba duely třetího předkola Evropské ligy proti Trabzonsporu. Během podzimní části sezóny se Krejčí stal základním stavebním kamenem sparťanské zálohy a stabilním členem základní sestavy. V červnu 2020 v úvodním kole nadstavbové skupiny o titul pomohl prvním soutěžním gólem v dresu letenského celku k výhře 4:1 nad Libercem. 1. července odehrál celé finálové utkání MOL Cupu proti Liberci a svým výkonem pomohl k výhře 2:1 a k zisku pohárového titulu.

#### Sezóna 2020/2021
V září 2020 byla u něj a u Libora Kozáka potvrzena nákaza nemocí covid-19, kvůli níž museli oba Sparťané vynechat ligový zápas proti Fastavu Zlín. 22. října byl Krejčí vyloučen ve 23. minutě úvodního kola Evropské ligy proti Lille OSC. Dne 17. prosince udělila disciplinární komise Ligové fotbalové asociace Krejčímu trest na čtyři soutěžní utkání za surový faul na pardubického Tomáše Solila v utkání 12. ligového kola. Krejčí hrubě loktem udeřil protihráče do obličeje a rozhodčí Alex Denev ho po přezkoumání situace na videu vyloučil.
V lednu 2021 byl Krejčí zařazen mezi 50 nejtalentovanějších fotbalistů podle UEFA. Krejčí prodloužil 22. března s fotbalisty Sparty smlouvu do roku 2025. Dne 3. dubna 2021 vstřelil za 16 minut hattrick do sítě Teplic při výhře 7:2. V dubnu 2021 Krejčí utrpěl zlomeninu zánártní kůstky a přišel tak o zbytek sezony.

#### Sezóna 2021/2022
Do sestavy Sparty se vrátil ve druhém předkole Ligy mistrů proti rakouskému Rapidu Vídeň, ani vstřeleným gólem však nedokázal zabránit prohře 1:2. Krejčí se střelecky prosadil i o čtyři dny později v prvním ligovém kole proti Sigmě Olomouc. Z odvetného červencového utkání proti Rapidu (výhra 2:0 a postup do dalšího kola) si Krejčí odnesl svalové zranění, se kterým laboroval až do konce listopadu. 21. listopadu, ve svém prvním utkání po tříměsíční absenci, se Krejčí gólově prosadil proti Lyonu v zápase základní skupiny Evropské ligy. Krejčí vedl Spartu ve finále MOL Cupu jako kapitán, prohře 1:3 proti Slovácku však zabránit nedokázal.

#### Sezóna 2022/2023
V červenci 2022 se stal kapitánem Sparty, když nahradil Bořka Dočkala, který v předchozí sezoně ukončil kariéru. Kvůli problémům se zády však vynechal prvních 9 ligových kol a nastoupil až 1. října při výhře 2:1 nad Hradcem Králové. O týden dvěma góly rozhodl o výhře 4:0 nad Zbrojovkou Brno. Následně však vynechal kvůli svalovému zranění zbytek kalendářního roku 2022.
V dubnu 2023 se Krejčí se stal nejlepším hráčem měsíce v první lize, když v 5 ligových utkáních vstřelil 5 branek. Krejčí dovedl v sezóně 2022/23 sparťanské fotbalisty v roli kapitána k prvnímu ligovému titulu po devíti letech, ve 21 odehraných soutěžních zápasech vstřelil 13 branek a přidal i 1 asistenci a na závěrečném ceremoniálu zvolen nejlepším záložníkem prvoligové sezony v anketě Ligové fotbalové asociace. Dne 27. května 2023 byl pak zvolen i nejlepším hráčem sezony, v hlasování trenérů, kapitánů a vybraných novinářů zvítězil před brněnským útočníkem a druhým nejlepším střelcem soutěže Jakubem Řezníčkem a klubovým spoluhráčem obráncem Asgerem Sørensenem.

#### Sezóna 2023/2024
Krejčí byl 22. září 2023 po dvou gólech při domácím vítězství 3:2 nad Arisem Limassol vyhlášen nejlepším fotbalistou úvodního kola skupinové fáze Evropské ligy. O tři dny později, v závěru pražského derby proti Slavii, byl po potyčce se soupeřovým kapitánem Janem Bořilem vyloučen. Krejčí se v polovině října zranil během reprezentační přestávky a do hry se vrátil až na konci listopadu v ligovém zápase se Zlínem. Do konce podzimní části sezóny Krejčí ještě dvěma góly rozhodl o výhře 2:1 nad Pardubicemi a v posledním podzimním kole gólem přispěl k výhře 2:1 nad Teplicemi.
Na začátku roku 2024 se Krejčí stal jediným sportovcem, jenž se objevil v žebříčku Forbesu "30 pod 30". 10. února gólem nůžkami přispěl k výhře 3:0 nad Karvinou v prvním jarním kole sezóny. 10. března byl v utkání proti Viktorii Plzeň po obdržení dvou žlutých karet vyloučen a podtrhnul tak nepovedený výkon Sparty při prohře 0:4. 28. dubna dvěma góly a asistencí rozhodl o vysoké výhře 4:1 na půdě Sigmy Olomouc. 18. května vedl Spartu v ligovém utkání proti Mladé Boleslavi, pražský celek zvítězil vysoko 5:0 a zajistil si tak druhý ligový titul v řadě. O čtyři dny později odehrál celé utkání finále poháru proti Viktorii Plzeň a po výhře 2:1 slavil se svými spoluhráči domácí double.
Dohromady v dresu pražské Sparty odehrál 148 utkání, vstřelil 44 branek a přidal 12 asistencí. Na Letné strávil 5 let, vyhrál dva mistrovské tituly a dvakrát zvítězil také v českém poháru.

### Girona
Dne 14. června 2024 přestoupil ze Sparty do španělské Girony, týmu, který v předešlé sezóně skončil ve španělské lize na 3. místě. Přestupní částka činila přibližně 12 milionů €, čímž se stal nejdražší posilou v historii katalánského klubu, se kterým podepsal smlouvu na 5 let. Ve španělské La Lize Krejčí debutoval 15. srpna 2024, když nastoupil do závěru utkání proti Realu Betis.

## Reprezentační kariéra

### U21
Krejčí byl poprvé nominován do reprezentační jednadvacítky v březnu 2019. V březnu 2021, už jako člen základní jedenáctky, byl nominován na závěrečný turnaj Mistrovství Evropy ve fotbale hráčů do 21 let 2021. Češi na turnaji po dvou remízách vypadli už v základní skupině.

### Seniorská reprezentace
V březnu 2022 dostal od trenéra Jaroslava Šilhavého dostal premiérovou pozvánku do reprezentačního "áčka". V březnu 2023 Krejčí zaznamenal nejrychlejší gól české reprezentace v samostatné historii, v zahajovacím utkání kvalifikace mistrovství Evropy v Edenu proti Polsku prosadil už po 27 sekundách a jako první od rozdělení federace skóroval v národním A-týmu už v úvodní minutě. Krejčí v červenci 2023 navázal na Faerských ostrovech ve třetím kvalifikačním utkání o postup na mistrovství Evropy 2024 na formu ze Sparty a gólem přispěl k vítězství 3:0.
V létě 2024 byl Krejčí nominován novým trenérem Ivanem Haškem na závěrečný turnaj EURO 2024. Na turnaji odehrál všechny tři zápasy českého týmu v základní skupině. Češi získali jediný bod a nepostoupili do vyřazovací fáze.